# ریموند (ایندیانا)
ریموند (به انگلیسی: Raymond) یک منطقهٔ مسکونی در ایالات متحده آمریکا است که در شهرستان فرانکلین، ایندیانا واقع شده‌است. ریموند ۳۱۰٫۹ متر بالاتر از سطح دریا واقع شده‌است.